# ان بیتی
ان بیتی (انگلیسی: Ann Beattie؛ زادهٔ ۸ سپتامبر ۱۹۴۷) یک نویسنده داستان کوتاه و رمان‌نویس اهل ایالات متحده آمریکا است. او تا کنون برنده جایزه آکادمی آمریکایی ادب و هنر و جایزه پن/ مالامود شده‌است. نوشته‌های او عموماً با آثار جی. دی. سالینجر، جان چیور، جان آپدایک مقایسه می‌شود.

## زندگی
ان بیتی در واشینگتن دی.سی متولد شد. از دانشگاه آمریکن در مقطع کارشناسی و از دانشگاه کنتیکت در مقطع کارشناسی ارشد فارغ‌التحصیل شد. در دهه ۱۹۷۰ توانست داستان‌هایش را در مجلاتی چون نیویورکر و آتلانتیک به چاپ برساند و نظر منتقدان را به سبک نوشتاری خود جلب کند. اولین مجموعه داستانش در سال ۱۹۷۶ چاپ شد. ان بیتی در کالج هاروارد، دانشگاه کنتیکت و دانشگاه ویرجینیا نیز تدریس کرده‌است.

### مجموعه داستان
- داستان‌های نیویورکر(۲۰۱۱)
- یادآوری کامل (۲۰۰۰)
- پارک شهر (۱۹۹۸)
- کجا پیدایم خواهی کرد (۱۹۸۶)

### رمان
- خانم نیکسون: رمان‌نویسی یک زندگی را تصور می‌کند (۲۰۱۱)
- خانه‌ی پزشک (۲۰۰۲)
- منظره‌های سرد زمستان (۱۹۷۶)